# Mociu (gmina)
Mociu – gmina w Rumunii, w okręgu Kluż. Obejmuje miejscowości Boteni, Chesău, Crișeni, Falca, Ghirișu Român, Mociu, Roșieni, Turmași i Zorenii de Vale. W 2011 roku liczyła 3313 mieszkańców.